# Franziskanische Orden

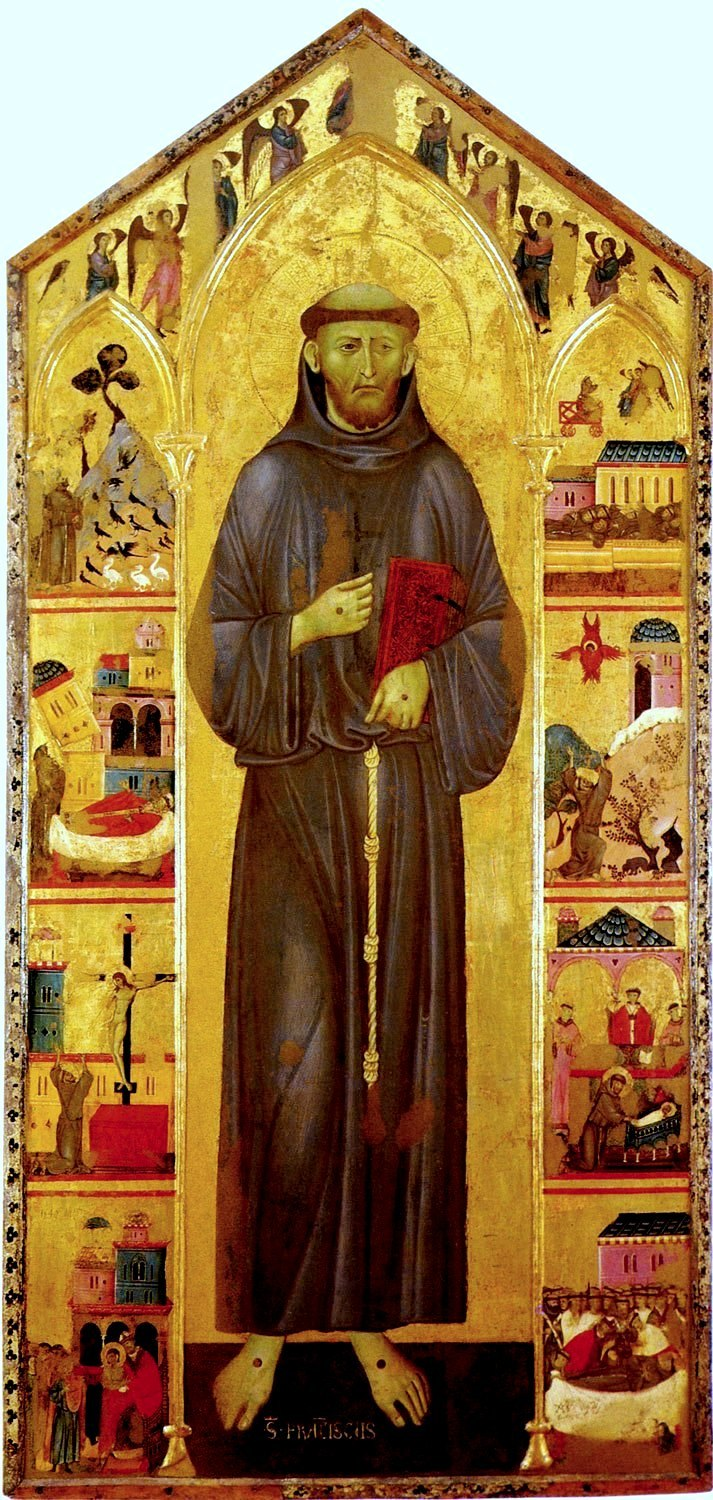
Der Ordensgründer Franziskus von Assisi (Tafelbild von Guido di Graciano, nach 1270, Siena, Pinacoteca Nazionale)

Franziskanische Orden sind verschiedene vornehmlich römisch-katholische Ordensgemeinschaften, die sich an den von Franziskus von Assisi (1181/1182 bis 1226) für die von ihm gegründeten Orden verfassten Ordensregeln orientieren.
Zu den bedeutendsten franziskanischen Theologen und Philosophen des 13. und 14. Jahrhunderts gehörten Antonius von Padua, Alexander von Hales, Bonaventura von Bagnoregio, Roger Bacon, Johannes Duns Scotus und Wilhelm von Ockham. Der Franziskaner-Publizist Thomas Murner war ein Gegner Martin Luthers in der Reformationszeit. 2013 wählte Jorge Mario Kardinal Bergoglio in Anlehnung an Franz von Assisi nach seiner Wahl zum Papst den Namen Franziskus.

## Ordensgemeinschaften
Die Gemeinschaften, die sich auf den heiligen Franziskus berufen, teilen sich in drei Gruppen:
1. Der erste Orden, der auf die von Franziskus gegründeten Orden der Minderen Brüder zurückgeht, umfasst die heute Minoriten genannten Konventualen (OFMConv), die Franziskaner (OFM) und die Kapuziner (OFMCap). Bis zur Teilung des Ordens 1517 findet sich auch für den gesamten Orden die Bezeichnung Minoriten (Ordo fratrum minorum, „Minderbrüder“).
2. Der zweite Orden besteht aus den Nonnen der verschiedenen Zweige der Klarissen, der Colettinnen und der Kapuzinerinnen, deren Regel auf die heilige Klara von Assisi zurückgeht.
3. Der 1289 gegründete dritte Orden (Terziaren) bestand aus Menschen, die die franziskanischen Ideale außerhalb der Klausur eines Klosters umsetzen wollten. Es handelt sich um einen Laienorden, dessen Mitglieder im Regelfall keine Religiosen (Ordensleute) im Rechtssinn sind, da sie kein Ordensgelübde ablegen. Im deutschsprachigen Raum ist der franziskanische Drittorden unter der Bezeichnung Franziskanische Gemeinschaft (FG) organisiert; seit 2012 nennt er sich international einheitlich Ordo Franciscanus Saecularis (OFS, „Franziskanischer Säkularorden“). Aus dem Laienorden heraus bildeten sich besonders im 19. Jahrhundert eine Vielzahl neuer Ordensgemeinschaften, die im sogenannten Regulierten dritten Orden mit eigener Ordensregel zusammengefasst wurden. Zu diesem Orden, dessen Mitglieder reguläre Ordensleute mit Gelübden sind, gehören heute nahezu alle Gemeinschaften der Franziskanerinnen und Kapuzinerinnen außerhalb des zweiten Ordens sowie weitere männliche und weibliche Verbände, darunter verschiedene Barmherzige Schwestern und Liebfrauenschwestern, Amigonianer (TC), Elisabethinnen (OSE), Franziskanerbrüder vom Heiligen Kreuz (FFSC), Missionsbrüder des heiligen Franziskus (CMSF) oder Regulierte Franziskaner-Terziaren (TOR).

Auch in anderen Konfessionen gibt es franziskanische Gemeinschaften, so anglikanische Franziskaner und evangelische Terziaren.

Heute betrachten sich alle genannten Gemeinschaften als Äste der franziskanischen Familie; im deutschsprachigen Raum haben sie sich in der Interfranziskanischen Arbeitsgemeinschaft (INFAG) organisiert und treten seit 2005 unter dem Logo clara.francesco (Ökumenisch-geschwisterliche Netzwerkinitiative franziskanischer Orden) etwa bei Kirchentagen, beim Weltjugendtag oder bei der Europäischen Ökumenischen Versammlung auf.

## Gemeinsamer Ursprung

### Ordensgründung
Franziskus von Assisi hatte zunächst nicht den Plan, einen Orden zu gründen; er wollte lediglich in vollständiger Nachfolge Christi leben gemäß dem Gebot des Evangeliums:

„Wer vollkommen sein will unter Euch, verlasse alles, und was er hat, gebe er den Armen, dann komme er und folge mir nach. (Mt 19,21 )“

Als charismatische Persönlichkeit fand er jedoch begeisterte Gefährten, vor allem unter seinen zahlreichen Freunden. Der schließlich von Franziskus gegründete Orden der Minderen Brüder wurde um 1210 von Papst Innozenz III. bestätigt. Die Gemeinschaft lebte auf dem Gelände der kleinen Kirche Portiunkula unterhalb von Assisi. 1212 gelobte hier Klara von Assisi, die 1216/1217 das Regelwerk des 2. Ordens schrieb, ein Leben nach den Evangelischen Räten.

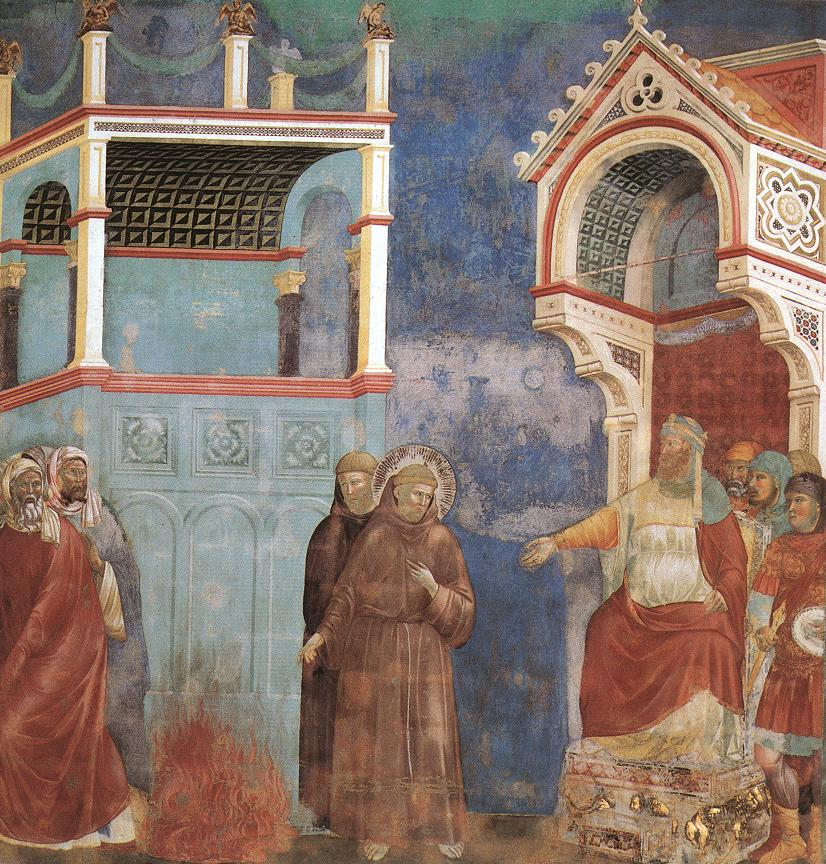
Franziskus von Assisi vor dem Sultan (Giotto di Bondone zugeschriebenes Fresko, ab 1296, Assisi, Basilika San Francesco)

Der Orden der Minderen Brüder entwickelte sich zu einem der vier großen Bettelorden des Mittelalters. Mit der Zeit stellte sich allerdings heraus, dass zu große Freiheit zu Verweltlichung und Auflösung führte. Deshalb wurden die Brüder nach und nach immer fester organisiert und die Ordensregeln stärker an den „klassischen“ benediktinischen Regeln ausgerichtet. Schon zu Lebzeiten von Franziskus von Assisi machte der Orden den Schritt von einer Wanderbewegung zur Sesshaftigkeit; Franziskus selbst geht in seinem Testament am Ende seines Lebens davon aus, dass die Brüder „Kirchen und ärmliche Wohnungen“ haben. 1212 wurde das erste Franziskanerkloster in der Toskana gegründet: der Convento di San Francesco bei Cetona, derzeit als Frateria di Padre Eligio in Verwendung. Schon zwischen 1215 und 1217 fasste der Orden auch außerhalb Italiens Fuß; frühe Chroniken berichten über die – zunächst erfolglose – Ausbreitung nach Deutschland und England. Ab 1217 teilte man den Orden in Provinzen und Kustodien ein. Obere werden als ministri (von lat. minister „Diener“) und custodes (lat. custos „Hüter“) bezeichnet, da Franziskus die in anderen Orden übliche Bezeichnung Prior (von lat. prior „vorderer, bevorzugter“) ausdrücklich abgelehnt hatte zugunsten des Dienstcharakters des Oberenamtes. Die franziskanischen Orden weisen weniger eine zentralistische, eher eine föderale Struktur auf; innerhalb der universellen Lebensgemeinschaft des Gesamtordens ist die Provinz der natürliche Lebensraum für den einzelnen Bruder, in deren Traditionen, Probleme und Anstrengungen er eingebettet ist und in der er bleibt, auch wenn er innerhalb der Provinz in andere Konvente versetzt werden kann. Ein Übertritt in eine andere Provinz ist eher selten.
Alle Brüder trafen sich jährlich zu sogenannten Ordenskapiteln, um miteinander zu diskutieren und Beschlüsse zu fassen. Mit dem schnellen Anwachsen der Zahl der Brüder und der räumlichen Ausdehnung wurde jedoch schon bald die Beschränkung der Kapitelsteilnehmer auf „Kapitulare“ üblich, und eine gewisse Hierarchisierung setzte ein. Für größere Reisen musste der Obere eine förmliche Erlaubnis erteilen, ab etwa 1225 sind Versetzungsschreiben von einer Kustodie in eine andere sowie Ernennungsschreiben für Oberenämter bekannt. Von England her setzte sich ab etwa 1230 die Praxis durch, Oberenämter mit Priestern zu besetzen.
Das Generalkapitel 1219 beschloss, auch heidnische Länder zu besuchen und die Heiden zu missionieren. Franziskus selbst zog in die Kustodie des Heiligen Landes, die damals den gesamten südöstlichen Mittelmeerraum umspannte. Er predigte und versuchte unter anderem, den Sultan zu bekehren. Diese Missionsversuche in Damiette und später in Jerusalem blieben aber ohne Erfolg. Nach seiner Rückkehr 1220 aufgrund von Nachrichten über Streitigkeiten bestimmte er Pietro Catanii zum Leiter des Ordens. 1221 starb Bruder Pietro, und Elias von Cortona übernahm die Ordensleitung.
Auf Anweisung der römischen Kurie verfasste Franziskus 1223 in der Einsiedelei Fonte Colombo eine dritte Fassung der Ordensregel. Sie wurde im Juni auf dem Generalkapitel behandelt und am 29. November von Papst Honorius III. mit der Bulle Solet annuere bestätigt (darum „Bullierte Regel“). 1226 starb der Ordensgründer.
Franziskus hatte die Bestellung von Brüdern für höhere kirchliche Ämter abgelehnt; kein Bruder dürfe, so die nicht bestätigte Regel 1221, ein leitendes Amt in dem Haus versehen, in dem er diene. Die Aufforderung von Kardinal Hugolin von Ostia, Bischöfe aus dem Kreis seiner Brüder vorzuschlagen, wies er zurück mit der Begründung: „Mindere sind meine Brüder deswegen genannt, damit sie sich nicht herausnehmen, Höhere zu werden. Lasset sie daher unter keinen Umständen zu kirchlichen Ämtern emporsteigen, damit sie nicht umso stolzer werden, je ärmer sie sind, und gegen die übrigen sich überheblich zeigen.“ Im Zuge der Klerikalisierung des Ordens wurden jedoch bereits ab der Mitte des 13. Jahrhunderts Ernennungen von Minderbrüdern zu Bischöfen üblich, einige wurden zu Kardinälen erhoben wie etwa der Ordensgeneral Bonaventura 1273. Der erste Papst aus dem Franziskanerorden war Girolamo Masci d’Ascoli als Nikolaus IV. (1288–1292).

Die Ausbreitung des Ordens in Deutschland in den 1220er-Jahren

Die erste Niederlassung in Deutschland gründeten die Franziskaner 1221 in Augsburg, nachdem eine Reise 1217 erfolglos geblieben war, weil man die Brüder für Ketzer (Katharer) gehalten und vertrieben hatte. Die Brüder wurden auf dem großen Mattenkapitel an Pfingsten 1221 an der Portiuncula-Kapelle in Assisi ausgesandt, und am 16. Oktober 1221 fand in Augsburg ein erstes Kapitel der nach Deutschland gekommenen Brüder statt. Im selben Jahr wurden von dort aus Niederlassungen in Würzburg und Regensburg gegründet, am 30. November brachen die Franziskaner nach Köln auf, wo sie sich 1222 niederließen. 1225 wurden Bremen und Lübeck erreicht, 1230 Riga. Binnen weniger Jahre breitete sich der Orden im Reich bis zur Ostsee aus. Bei ihrer Ankunft in Deutschland war bereits die Lebensweise in eigenen Häusern üblich, die jedoch im Eigentum der bisherigen Besitzer blieben. Mancherorts kamen die Brüder in Spitälern oder in verlassenen Klöstern anderer Orden unter. Häufig wurde ihnen eine Kirche überlassen, mitunter bevor sie ein Wohnhaus an dem Ort hatten.
Die Franziskaner bevorzugten Bischofsstädte und ordneten sich dem dortigen Klerus wie auch den weltlichen Autoritäten unter, bei Wahrung ihrer Eigenständigkeit. Die zu der Zeit expandierenden Städte waren offen für die Zuwanderung armer, aber arbeitsfähiger Menschen; Geld- und Marktwirtschaft sowie bürgerliche Autonomiebestrebungen führten zu sozialen Spannungen. In dieser Situation bot die Lebensweise der neuen, päpstlich anerkannten Wanderprediger ohne „Klaustrum“, also ohne fest umgrenzten Klosterbezirk offenbar überzeugende soziale und religiöse Lösungen. Die Weigerung der Franziskaner, Besitz, Macht über andere und sozialen Aufstieg anzustreben, sind Ursachen für ihre große Verbreitung und Popularität, genauso wie ihre Zuwendung zu den Armen und Ausgegrenzten; in Speyer wohnten sie nach Angabe des Chronisten Jordan von Giano „außerhalb der Mauern bei den Aussätzigen“. Die Minderbrüder stellten eine „vom Evangelium Jesu Christi her gelebte Alternative zur herrschenden Wirtschaft und Gesellschaft, ja zur damals herrschenden Mentalität, Kultur und Religiösität“ dar und waren deshalb erfolgreich. Von Vorteil für ihre Expansion bis zur ersten Hälfte des 14. Jahrhunderts war, dass die Franziskaner an vielen Orten in Mitteleuropa von den Fürsten und Stadtoberen gefördert und zur Klostergründung ermuntert wurden.
Die Kleidung der Franziskaner „sollte billig und schlicht sein. Sie bestand aus einem locker fallenden, groben braunen Wollgewand mit Kapuze, einem zweiten, kapuzenlosen Gewand sowie Hosen und Gürtelstrick“. Sie erwarben ihren Lebensunterhalt durch Ausübung eines gelernten Handwerks gegen Unterkunft und Nahrungsmittel; falls das nicht ausreichte, sollten die Brüder betteln, was damals nicht kriminalisiert war, sondern eine durchaus gängige Art des Broterwerbs darstellte. Der Zusammenhalt der Ordensmitglieder wurde durch die Gehorssamsstruktur gegenüber den Ordensoberen sowie durch regelmäßige Zusammenkünfte aller auf den Kapiteln gewährleistet.
Bereits frühzeitig begann zur fundierten Aus- und Weiterbildung für die Klerikerbrüder der Aufbau eines eigenen Studiensystems. 1228 wurde in Magdeburg ein Studium begründet, das zum Zentrum eines hierarchisch geordneten ordenseigenen Bildungswesens in Sachsen wurde und für den Orden wie für Wissen und Bildung des Spätmittelalters bedeutsam war. Ab 1395 war das Ordensstudium in Erfurt, das in dem Jahr in die Universität Erfurt inkorporiert wurde, das „studium generale“ der Sächsischen Provinz. Im 15. Jahrhundert wurden die leitenden Positionen in Provinz und Konvent von akademisch gebildeten Franziskanern besetzt, die sowohl als Dozenten als auch als Ordensobere Erfahrungen besaßen.

### Spiritualität
Die franziskanische Frömmigkeit ist bestimmt von den Merkmalen, die bereits für die Ordensgründer Franziskus und Klara prägend waren und sich in den Kennzeichen Krippe, Kreuz und Eucharistie zusammenfassen lassen. Die Leben-Jesu-Frömmigkeit (Christoformitas, ‚Christusförmigkeit‘) des Franziskus betrachtete das arme irdische Leben Jesu von seinem Anfang in der Krippe bis zum Ende am Kreuz und in seiner Bedeutsamkeit für die Erlösung der Menschen, ihre Elemente waren imitatio (Nachahmung) und compassio (Mitleiden), was seinen mystischen Ausdruck in der Stigmatisation fand, die Franziskus erfuhr. Auch das kontemplative Leben der Klara war geprägt von Passionsmystik.
Die von Franziskus verfasste und von Papst Honorius III. am 29. November 1223 approbierte endgültige Ordensregel, die Regula bullata, stellt diese Christusförmigkeit programmatisch an den Anfang:

„Es beginnt die Lebensweise der Minderen Brüder:

Regel und Leben der Minderen Brüder ist dieses, nämlich unseres Herrn Jesu Christi heiliges Evangelium zu beobachten durch ein Leben in Gehorsam, ohne Eigentum und in Keuschheit.“

Für Franziskus und Klara setzte sich das Erlösungswerk Jesu Christi in der Feier der heiligen Messe und der Verehrung der Eucharistie fort, die in ihrer Frömmigkeit einen hohen Stellenwert einnahm. Franziskus selber war nicht Priester, und im Franziskanerorden hat der Aspekt der brüderlichen Gemeinschaft heute ein größeres Gewicht als die priesterliche Berufung der einzelnen Brüder. Krippenfrömmigkeit und die Kreuzverehrung, etwa beim Kreuzweg, wurden durch Franziskaner und Klarissen weltweit gefördert und verbreitet.
Von großer Bedeutung ist eine Haltung des Friedens. Franziskus beruft sich auf göttliche Weisung: „Der Herr hat mir geoffenbart, dass wir als Gruß sagen sollen: ‚Der Herr gebe dir den Frieden!‘“ (Testament, 23). Der „wahre Friede“ ist der Frieden, den Gott gibt, aber er ist vom Frieden mit den Menschen nicht zu trennen. Er entspringt wesentlich aus der Begegnung mit den Armen. Franziskus selbst hatte am Beginn seiner Berufung Aussätzige gepflegt. In Verbindung mit dem Armutsideal bedeutet das franziskanische Friedensverständnis den Verzicht auf Waffen und Gewalt sowie eine Haltung von Demut und Geduld gegenüber allen Menschen.
Auch der Selbstanspruch, ein bewusstes Leben mit der Schöpfung zu führen, hängt eng mit der Abkehr von irdischem Reichtum zusammen. Durch die Betonung dieses Aspektes erlangen die franziskanischen Orden seit Beginn der ökologischen Bewegung in den 1980er-Jahren ein verstärktes Ansehen. Papst Franziskus wählte 2015 für seine Enzyklika Laudato si’ „Über die Sorge für das gemeinsame Haus“ zum Thema Umwelt- und Klimaschutz als Titel und Incipit den Anfang des Sonnengesangs des heiligen Franziskus.
Grundlegend für die franziskanische Spiritualität ist ein brüderliches Leben in einer evangeliumsgemäßen Lebensweise mit apostolischem, den Armen zugewandten Akzent. Die Aufgaben, die die Brüder übernehmen, erwachsen aus dieser Lebensweise und müssen mit ihr vereinbar sein. Daher sollen nach dem Willen des Franziskus Machtpositionen ausgeschlossen bleiben. In der Regula bullata von 1223 werden ministri (von lat. minister „Diener“) und custodes (lat. custos „Hüter“) als Obere genannt (Kap. 4 und 8). Zugunsten des Dienstcharakters des Oberenamtes lehnte Franziskus die in anderen Orden übliche Bezeichnung Prior (von lat. prior „vorderer, bevorzugter“) ausdrücklich ab.

### Mission
Von Anfang an gingen die Franziskaner hinaus, um das Christentum in nichtchristliche Länder zu bringen. Franziskus selber reiste als Missionar nach Palästina und predigte in Ägypten vor dem Sultan Al-Kamil. Franziskus verstand seinen Auftrag als Friedensdienst und nicht in erster Linie als „Heidenbekehrung“. Bis heute sind Franziskaner in Nordafrika und in Palästina präsent. Dem friedlichen Missionsverständnis entspricht es, dass sie ein vorbildliches christliches Leben unter Andersgläubigen führen. Im 13. und 14. Jahrhundert waren Franziskaner in der Mongolei tätig, so Johannes de Plano Carpini im Auftrag von Papst Innozenz IV., und sie gelangten auch in das Kaiserreich China – als erster Johannes von Montecorvino. Mit Christoph Kolumbus kamen auch Franziskaner nach Amerika. Die Namen von Städten wie San Francisco und Los Angeles, entstanden im 18. Jahrhundert, zeigen den Einfluss der Franziskaner. Das System der Conquista stellten sie nicht grundlegend in Frage, und es fanden sich Franziskaner unter den Förderern wie unter den Gegnern der Kolonisation.
Seit dem 19. Jahrhundert sind deutsche Franziskaner in Brasilien tätig. Auch China war bis zum Zweiten Weltkrieg ein Schwerpunkt für das Engagement mehrerer deutscher Ordensprovinzen. Ab den 1980er-Jahren wurden sie auch in Afrika tätig. Inzwischen sind überall einheimische, unabhängige Franziskanerprovinzen entstanden, in denen einheimische und europäische Brüder in „brüderlicher Assistenz“ zusammenarbeiten.

### Inquisition und Judenverfolgung
Neben den Dominikanern beteiligten sich ab der ersten Hälfte des 13. Jahrhunderts unter anderem auch die Franziskaner an der Untersuchung und Verurteilung von Häretikern im Rahmen der Inquisition, vor allem in Italien, Frankreich und dem Heiligen Römischen Reich. Da Dominikaner und Franziskaner aus christlichen Laienbewegungen hervorgegangen waren und sich ebenso wie die zeitgenössischen häretischen Bewegungen an persönlicher Armut orientierten, eigneten sie sich nach damaliger Meinung besonders gut, um inhaltliche Unterschiede zwischen rechtgläubigen und häretischen Standpunkten aufzuzeigen.
Aussagen über die Juden oder Begegnungen mit Juden sind von Franziskus nicht bekannt. Wie die Dominikaner, so führten auch die Franziskaner Disputationen mit jüdischen Gelehrten und waren enttäuscht, wenn diese das Christentum weiterhin ablehnten. Judenfeindliche Predigten von Franziskanern wurden im 14. und 15. Jahrhundert mehrfach von Päpsten kritisiert. Namentlich Johannes Capistranus trat als fanatischer Promotor der Judenverfolgung auf. Insgesamt ist die Beziehung zwischen den Franziskanern und den Juden aber noch nicht wissenschaftlich aufgearbeitet.

### Armutsstreit
Es ist nicht zu übersehen, dass sich die „kritische Alternative“ des Anfangs der Minderbrüder in Deutschland durch Verbürgerlichung und Klerikalisierung veränderte. „Aus zeitweiligen Ansiedlungen [wurden] nun auf innerstädtische Seelsorge und Gottesdienstangebote ausgelegte und dauerhaft etablierte Franziskanerklöster, orientiert an monastischen Abteien und Kanonikerstiften.“ Für die erfolgreiche Predigt- und Seelsorgetätigkeit brauchte man große Kirchen, die auch vielerorts gebaut wurden, unterstützt von den Gönnern des Ordens. Es entwickelte sich der Typus der Bettelordenskirche, die nach den Ordensstatuten baulich zwar wenig aufwändig zu sein hatten – mit einem kleinen Dachreiter statt eines turmbewehrten Westwerks, mit einer offenen Halle anstelle hierarchisch gegliederter Kirchenschiffe –, aber dennoch mancherorts eine kostspielige Ausstattung erhielten. Bereits 1231 kritisierte dies in Eisenach die den Franziskanern sehr nahe stehende Landgräfin Elisabeth von Thüringen.

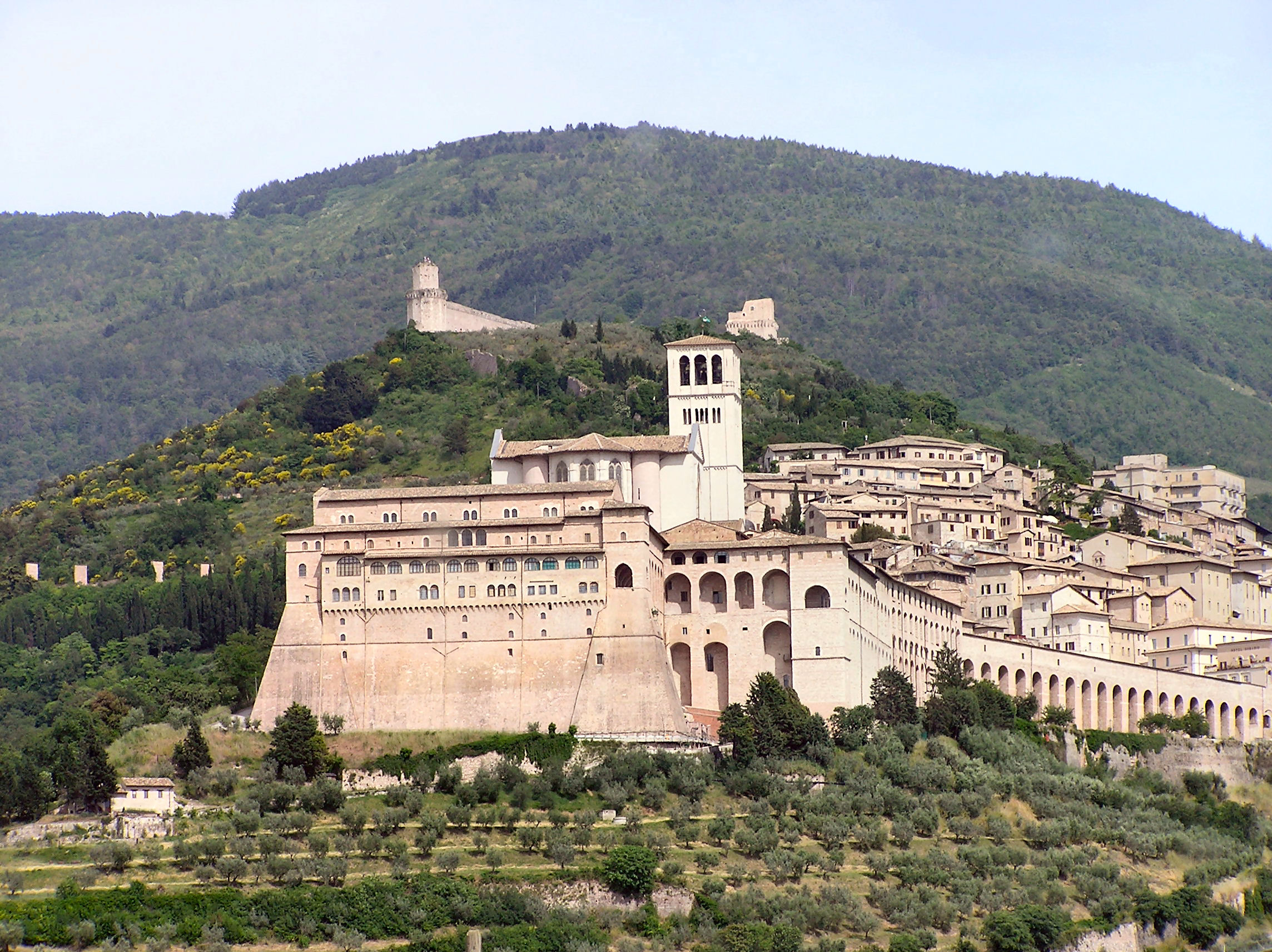
Konvent und Basilika San Francesco (Assisi)

Die Zählung der franziskanischen Generalminister begann erst mit Franziskus’ Tod. Der dem Armutsideal anhängende Johannes Parenti wurde zum ersten Generalminister gewählt und hatte das Amt 1227–1232 inne. Sein Gegenspieler war Elias von Cortona, der den Orden bereits in den Jahren vor Franziskus’ Tod geleitet hatte. Er und Papst Gregor IX. trieben die Idee voran, über dem Grab des Ordensgründers in dessen Geburtsstadt Assisi eine Basilika mit Klosteranlage zu bauen. Am 16. Juli 1228, nur zwei Jahre nach seinem Tod, wurde Franziskus heiliggesprochen, und am 17. Juli legte der Papst den Grundstein zur Basilika San Francesco. Zahlreiche Brüder störten sich an der Pracht des Kirchenbaus und an der Größe des Sacro Convento, die im Widerspruch zu den Armutsidealen des Ordens standen. Dennoch löste Elias von Cortona 1232 Johannes Parenti als Generalminister ab und hielt sich bis 1239 in dieser Position. Um den heftig entbrannten sogenannten Armutsstreit einzudämmen, verfügte Gregor IX., dass die gewählte Ordensverwaltung Gelder besitzen dürfe und der Bau von Klöstern den Absichten des Ordensgründers nicht widerspreche. Aber erst Bonaventura von Bagnoregio, Generalminister 1257–1274, gelang es, im Armutsstreit wirkungsvoll zu vermitteln und den Orden auf einen gemäßigten Kurs zu bringen.
Dennoch schwelte der Streit weiter und führte zu Konflikten mit den Päpsten, insbesondere unter Michael von Cesena, Generalminister 1316–1328. Die Minderen Brüder gaben ihre strenge Armut und ihre seelsorgerische Ausrichtung mehr und mehr auf zugunsten von Besitz und Gelehrsamkeit, zugunsten des Lebens in großen städtischen Konventen und des Wirkens an bedeutenden Universitäten. Eine Rolle spielte dabei auch die zunehmende Stiftung von Jahrtagen durch wohlhabende Bürger, wo als Gegenleistung für die Überschreibung von Geld oder Grundstücken von den Stiftungsempfängern Gebete verrichtet und Messen zelebriert werden mussten. Es hatte sich mit Billigung der Kirchenleitung die Praxis entwickelt, dass Franziskanerkonvente und sogar einzelne Brüder Eigentum aus solchen Stiftungen besitzen durften und dazu vom Gelübde der Armut dispensiert wurden.

## Observanzbewegung und Ordensteilung

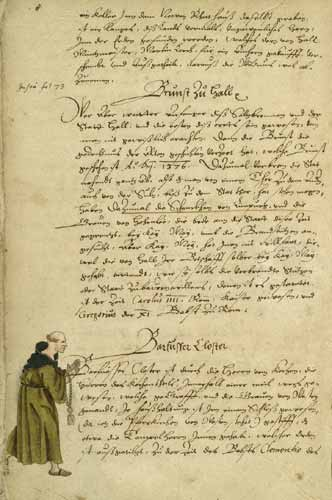
Darstellung eines Kapuziners (Schwäbisch Haller Chronik, um 1590)

Gegen diese Tendenzen einer Verwässerung des Armutsideals wandte sich eine Bewegung innerhalb des Ordens, die für eine Rückkehr zu einer strengeren Beachtung der ursprünglichen Ordensregel (regularis observantia, „Observanz“) eintraten. Ähnliche Bestrebungen gab es zu der Zeit auch in anderen Orden. Für die Franziskaner war die radikale Befolgung des Ideals von Bedeutung, die sich durch ein ungesichertes Leben, eine Abwendung von den Städten und die Niederlassung in Einsiedeleien am leichtesten verwirklichen ließ. Erste Gruppen entstanden etwa um die Mitte des 14. Jahrhunderts in Italien, wo Paolo Trinci aus Foligno seine Gefährten 1368 „Brüder von der Familie der Observanz“ nannte, bald aber auch in Spanien und Frankreich. Diese Gruppen, denen im 15. Jahrhundert beispielsweise Bernhardin von Siena, Johannes von Capestrano, Albert von Sarteano (1385–1450) und Jakobus von der Mark (1394–1476) angehörten, erfreuten sich regen Zulaufs und bildeten schon bald die Mehrheit im Minderbrüderorden.
Das Konzil von Konstanz erlaubte 1414 in seiner Konstitution Supplicationibus den Brüdern der strengen Observanz (stricta observantia regularis), sich in allen Provinzen des Ordens niederzulassen, reformwillige Ordensmänner aufzunehmen und eigene General- und Provinzvikare zu wählen, wodurch in den Provinzen eine zweite, eigenständige Verwaltungsebene entstand. 1430 versuchte Papst Martin V. durch die Martinianischen Konstitutionen einen Mittelweg zu eröffnen, den „martinianische“ Konvente als Lebensweise übernehmen konnten, jedoch konnte die Trennung des Ordens dadurch nicht aufgehalten werden. Zur Schwächung des ursprünglichen Stammordens, der so genannten Konventualen, trugen auch äußere Einflüsse bei, etwa der Hundertjährige Krieg, die in den Städten wütende Pest und das Abendländische Schisma.
Auseinandersetzungen um die Ausrichtung eines Konventes verliefen nicht immer reibungslos, einerseits unter den Ordensleuten selber, andererseits auch außerhalb des Klosters, wobei Bischöfe, Gemeinderäte, Weltklerus, Klöster anderer Orden und die Bevölkerung beteiligt sein konnten. Auch einige Landesherren nahmen auf die Förderung der Observanzbewegung Einfluss, so der Brandenburger Markgraf Friedrich I., die mecklenburgischen Herzöge Magnus II. und Heinrich V., Herzog Friedrich der Fromme in Celle und Wilhelm III. als thüringischer Landgraf. 1466 ließ sich Ludwig der Reiche, Herzog von Bayern-Landshut, von Papst Paul II. das Recht zusichern, alle Klöster seines Herzogtums zugunsten der Observanz zu reformieren. Die Brüder im Landshuter Kloster St. Peter und Paul beispielsweise wollten die Regeln der strengen Observanz nicht übernehmen und mussten daher das Kloster 1466 verlassen, an ihrer Stelle kamen Observanten in den Konvent.
Die observanten Strömungen waren in verschiedenen Regionen uneinheitlich ausgeprägt. Als gemeinsame Kennzeichnung kann gelten:
- Annäherung an das von Franziskus grundgelegte Ideal durch strenge Beachtung der Ordensregel, Verzicht auf Dispensen von der Einhaltung der Regel und auf Privilegien,
- Abkehr von einer Verbürgerlichung des Ordens durch strenge gemeinsame Armut und einfache Kirch- und Klosterbauten,
- Stärkung der franziskanisch-brüderlichen Lebensform durch kleine Gemeinschaften,
- Ausgleich einer monastisch-ritualistischen Frömmigkeit durch kontemplatives Gebet,
- Erneuerung der missionarischen Kraft des Ordens durch ein pastoral orientiertes Studium.

Im Jahr 1517 reagierte Papst Leo X., indem er die Teilung des Ordens in Konventualen und Observanten anerkannte. Ein Generalkapitel des Ordens zu Pfingsten 1517, das auf Anordnung des Papstes die Separationsbewegungen im Orden beenden sollte, blieb erfolglos. Papst Leo X. verfügte in seiner Bulle Ite et vos am 29. Mai 1517 die Trennung des Ordens in zwei eigenständige Ordenszweige: die Konventualen mit 20.000 bis 25.000 Brüdern einerseits und die Observanten mit 30.000 bis 32.000 Brüdern andererseits. Die Observanten, die eine Vereinigung mehrerer unterschiedlicher Reformgruppen wie die Klarener, Amadener und Martinianer darstellen, werden in der Bulle als rechtmäßige Erben des ursprünglichen Ordens betrachtet, sie erhielten das Ordenssiegel und das Recht, den Namen „Minderbrüder“ zu führen. Wenig später spalteten sich auch die Observanten, sodass sich der franziskanische Männerorden (Erster Orden) heute in drei Untergruppen gliedert:
- Den Konventualen oder Minoriten (Ordo fratrum minorum conventualium) ist gemeinschaftlicher Besitz erlaubt; sie sind an ihrem schwarzen Habit zu erkennen.
- Die Observanten oder Franziskaner (OFM) (Ordo fratrum minorum (regularis observantiae)) streben eine möglichst enge Befolgung der Franziskusregel an und tragen einen braunen Habit. Sie differenzierten sich seit den 1530er-Jahren in die Alcantariner (auch Discalceaten), die Reformaten und die Rekollekten. Die drei Zweige unterstanden einem gemeinsamen Generalminister, hatten jedoch jeweils eine partielle Selbständigkeit mit eigenen Statuten und eigenen Oberen, bis Papst Leo XIII. sie in der Unio Leonina durch die Apostolische Konstitution Felicitate quadam vom 4. Oktober 1897 wieder vereinigte. Mit weltweit derzeit rund 18.000 Brüdern bilden sie heute die größte Gruppe.
- Ebenfalls braun gekleidet sind die 1528 von den Observanten abgespalteten Kapuziner, zunächst Fratres minores de vita eremitica, ab etwa 1534 zunehmend Scapuccini genannt. Die Kapuze des Habits weicht in der Form von der der Franziskaner und Minoriten ab und ist direkt am Habit befestigt.[41]

## Annäherung
Vom 12. bis 14. Juni 2017 fand aus Anlass des 500. Jahrestages der Ordensteilung und des Reformationsgedenkens in Hofheim am Taunus ein gemeinsames Mattenkapitel mit 70 Brüdern der drei Männerorden in Deutschland statt, an dem auch die Provinziale der Deutschen Franziskanerprovinz, der Deutschen Kapuzinerprovinz und der Deutschen Minoritenprovinz teilnahmen. Man hielt eine künftige Wiedervereinigung der Minderbrüder für möglich und vereinbarte konkrete Schritte einer weiteren Annäherung. Vom 14. bis 18. Oktober 2021 fand in Würzburg ein weiteres Mattenkapitel mit gut 70 Brüdern aus den drei Orden statt, 800 Jahre nach der dauerhaften Niederlassung der Franziskaner in Deutschland. Die drei deutschen Provinzen hatten 2016 zusammen 552 Mitglieder in 79 Niederlassungen (Franziskaner 321, Minoriten 112 und Kapuziner 117).

## Frühe Kirchen- und Klosterbauten des Ersten Ordens

### Italien
- Der Überlieferung nach vernahm Franziskus im Jahr 1205, vor dem Kreuz von San Damiano in der aufgegebenen Kapelle San Damiano bei Assisi kniend, die Worte „Franziskus, geh und baue mein Haus wieder auf, das, wie du siehst, ganz und gar in Verfall gerät“, worauf er mit der Wiedererrichtung begann.
- Das Kirchlein Portiuncula erhielt Franziskus 1208 von Benediktinern. Heute steht diese Kirche im Zentrum der 1569–1679 erbauten Basilika Santa Maria degli Angeli bei Assisi.
- Um 1215 erhielt Franziskus, wohl ebenfalls von Benediktinern, den kleinen Klosterbau Eremo delle Carceri bei Assisi. Um 1400 ließ hier Bernhardin von Siena die Kirche Santa Maria delle Carceri errichten.
- Ab 1227 entstand die Basilika Santa Chiara (Assisi). In der Kreuzeskapelle befindet sich die Kreuzikone aus San Damiano.
- 1228 begonnen wurde die bereits erwähnte Basilika San Francesco mit dem Grab des Heiligen und das zugehörige Sacro Convento (Assisi).
- Die franziskanische Basilika Santa Maria in Aracoeli (Rom) entstand ab 1250.
- Der Grundstein der franziskanischen Basilika Santa Croce (Florenz) wurde 1294 oder 1295 gelegt.
- 1318–1377 wurde innerhalb der Stadtmauern von Arezzo die Kirche San Francesco erbaut. Das Kreuz über dem Hochaltar, gestaltet vom so genannten Franziskusmeister, stammt noch aus einem Vorgängerbau außerhalb der Stadtmauern.

### Deutschsprachiger Raum
- Eine 1221 errichtete Provincia Teutonia wurde 1230 geteilt in eine sächsische (Saxonia) und eine rheinische Provinz. Die rheinische Provinz teilte sich nach 1239 in eine niederdeutsche Provinz, die Kölner Provinz (Colonia), und eine oberdeutsche, die Straßburger Provinz (Argentina). Von der Saxonia wurden in derselben Zeit die Dacia (Dänemark) und die Bohemia (Böhmen) abgetrennt.[47]
- Die ersten Klostergründungen im deutschsprachigen Raum (Augsburg, Würzburg, Regensburg, Mainz, Worms und Speyer) erfolgten im Jahre 1221 durch Brüder, die vom Ordensgründer selbst entsandt worden waren; 1222 kamen Straßburg, Köln, Schwäbisch Gmünd und Hagenau im Elsass hinzu, 1224 Erfurt.[48]
- In Eisenach stiftete Landgräfin Elisabeth von Thüringen 1225 das Franziskanerkloster St. Paul. Die Franziskaner mussten 1525 Eisenach verlassen.
- Das Lübecker Katharinenkloster mit Katharinenkirche war von 1225 bis zur Reformation 1531 in Funktion. Der Gebäudekomplex gehört heute zum Weltkulturerbe. Von Lübeck aus wurde bald nach 1230 ein Konvent in Riga gegründet.
- In Ziesar wurden Franziskaner für das Jahr 1226 nachgewiesen, um 1250 siedelten sie in die Altstadt Brandenburg an die Johanniskirche um.
- Das Franziskanerkloster Ulm bestand von 1229 bis 1531. Im Zuge der Reformation wurde es aufgelöst.
- 1231 wurde in Seligenthal an der Sieg ein Franziskanerkloster gegründet.
- 1232 ließen sich Franziskaner in Limburg an der Lahn nieder und blieben dort bis zur endgültigen Klosterschließung im Jahr 1813. Die heutige Stadtkirche wurde von ihnen im 14. Jahrhundert erbaut.[49]
- 1234 begannen die Franziskaner in Aachen mit der Gründung einer Niederlassung.
- Das Franziskanerkloster Koblenz wurde 1236 erstmals urkundlich erwähnt und in französischer Zeit 1802 säkularisiert. Danach wurde es als Bürgerhospital genutzt und 1944 bei Luftangriffen zerstört.
- Das Franziskanerkloster Graz wurde 1239 gegründet, wobei zwei Minderbrüder, Albert und Marchward, urkundlich bezeugt sind. 1241 fand hier das erste urkundlich nachweisbare Provinzkapitel der österreichischen Minderbrüder statt.[50] Bei der Teilung des Franziskanerordens 1517 schloss sich der Konvent den Franziskaner-Observanten (OFM) an, der strengeren Richtung des Ordens, die es seitdem besitzen. An das Konventsgebäude schließt sich die Franziskanerkirche Graz an.
- Das Franziskanerkloster in Fritzlar wurde 1244 geweiht. 1517 bekannten sich die Ordensleute zu den Minoriten, 1811 wurde das Kloster aufgehoben.
- Nach Berlin kamen die Franziskaner in den 1240er-Jahren und gründeten das Graue Kloster. Das Kloster wurde im Zweiten Weltkrieg zerstört; allein die Klosterkirche ist als Ruine erhalten.
- Das Franziskanerkloster mit Bartholomäuskirche in Oppenheim wurde ab etwa 1250 erbaut.
- Heute ist das älteste durchgehend bestehende Franziskanerkloster Deutschlands das Franziskanerkloster Würzburg der Minoriten. Es wurde 1221 gegründet.

### Weitere Länder
- Das Kloster der Minderen Brüder in Paris wurde 1230 gegründet. Heute ist nur noch ein spätgotischer Bau erhalten.
- Das Franziskanerkloster in Esztergom wurde um 1230 gegründet; 1270 wurden der ungarische König Béla IV. und dessen Frau Maria Laskaris in der Klosterkirche beigesetzt. Das heutige Kloster ist eine Anlage aus der Barockzeit.
- Das Franziskanerkloster in Oslo wurde 1290 gegründet und beherbergt heute das Oslo Hospital. Bereits die Franziskaner hatten das Kloster zur Versorgung von Kranken genutzt.

### Zu den Orden
- Horst von der Bey, Johannes-Baptist Freyer: Die Franziskanische Bewegung.
  - Bd. 1: Geschichte und Spiritualität. Matthias-Grünewald, Mainz 1996.
  - Bd. 2: Weltweites Engagement heute. Matthias-Grünewald, Mainz 1996.
- Ferdinand Doelle: Die Observanzbewegung in der sächsischen Franziskanerprovinz bis zum Beginn der Glaubensspaltung: mit Berücksichtigung der Martinianischen Reform in Kursachsen. Münster 1918.
- Kaspar Elm: Die Franziskanerobservanz als Bildungsreform. In: Hartmut Boockmann, Bernd Moeller, Karl Stackmann (Hrsg.): Lebenslehren und Weltentwürfe im Übergang vom Mittelalter zur Neuzeit. Politik – Bildung – Naturkunde – Theologie. Bericht über Kolloquien der Kommission zur Erforschung der Kultur des Spätmittelalters 1983 bis 1987 (= Abhandlungen der Akademie der Wissenschaften in Göttingen: philologisch-historische Klasse. Folge III, Nr. 179). Vandenhoeck & Ruprecht, Göttingen 1989, ISBN 3-525-82463-7, S. 201–214.
- Thomas Ertl: Religion und Disziplin. Selbstdeutung und Weltordnung im frühen deutschen Franziskanertum (= Arbeiten zur Kirchengeschichte. Bd. 96). De Gruyter, Berlin u. a. 2006, ISBN 3-11-018544-X (zugleich: Berlin, Freie Universität, Habilitations-Schrift, 2005/2006).
- Helmut Feld: Die Franziskaner (= UTB 3011 Profile). Ulmer, Stuttgart 2008, ISBN 978-3-8252-3011-1.
- Gisela Fleckenstein: Die Franziskaner (= Urban Taschenbücher). Kohlhammer, Stuttgart 2025, ISBN 978-3-17-026321-5.
- Johannes-Baptist Freyer (Hrsg.): Mystik in den franziskanischen Orden. Butzon und Bercker, Kevelaer 1993, ISBN 3-7666-9801-X.
- Anton Grabner-Haider: Die großen Ordensgründer. Marix, Wiesbaden 2007, ISBN 978-3-86539-921-2.
- Heribert Holzapfel: Handbuch der Geschichte des Franziskanerordens. Herdersche Verlagshandlung, Freiburg im Breisgau 1909.
- Lázaro Iriarte: Der Franziskusorden. Handbuch der franziskanischen Ordensgeschichte. Aus dem Spanischen übersetzt von Ferdinand Litschka und Hans Norbert Huber. Verlag der Bayerischen Kapuziner, Altötting 1984.
- Niklaus Kuster, Thomas Dienberg, Marianne Jungbluth (Hrsg.): Inspirierte Freiheit. 800 Jahre Franziskus und seine Bewegung. Herder, Freiburg im Breisgau u. a. 2009, ISBN 978-3-451-31053-9.
- Justin Lang, Helmuth Nils Loose, Toni Schneiders: Die großen Ordensgründer. Benedikt – Dominikus – Franziskus – Ignatius. Hohe, Erftstadt 2007, ISBN 978-3-86756-042-9.
- Herbert Schneider: Die Franziskaner im deutschen Sprachgebiet. Leben und Ziele. Dietrich-Coelde-Verlag, Werl 1988, ISBN 3-87163-151-0.
- Achim Todenhöfer: Apostolisches Ideal im sozialen Kontext. Zur Genese der europäischen Bettelordensarchitektur im 13. Jahrhundert. In: Marburger Jahrbuch für Kunstwissenschaft. Bd. 34, 2007, ISSN 0342-121X, S. 43–75.

### Zur Liturgie
- Schott-Messbuch für die Franziskanischen Ordensgemeinschaften in Deutschland, Österreich, in der Schweiz, Südtirol und Luxemburg. Mit Einführungen von den Benediktinern der Erzabtei Beuron. Herausgegeben von der Liturgischen Kommission der Germanischen Zirkumskription des Minderbrüderordens im Auftrage der Provinzen der Franziskaner, Kapuziner und Minoriten im deutschen Sprachgebiet. Verlag Herder, Freiburg im Breisgau 1986.
- Graduale Romano-Seraphicum continens Missas proprias Ordinis Fratrum Minorum ad normam Gradualis Editionis Vaticanae editum sollicitudine Rmi. P. Bonaventurae Marrani totius Ordinis FF. Minorum Ministri Generalis. Editio III. Typis Societatis S. Joannis Evangelistae, Desclee & Socii / S. Sedis Apostolicae et S. Rituum Congregationis Typographi, Parisiis, Tornaci, Romae 1932.